# Sajóecseg, Borsod-Abaúj-Zemplén
Sajóecseg este un sat în districtul Miskolc, județul Borsod-Abaúj-Zemplén, Ungaria, având o populație de 1.089 de locuitori (2011). 

## Demografie
Componența etnică a satului Sajóecseg
     Maghiari (99,59%)
     Slovaci (0,41%)
Componența confesională a satului Sajóecseg
     Reformați (40,13%)
     Romano-catolici (28,83%)
     Fără religie (5,23%)
     Greco-catolici (2,85%)
     Necunoscută (22,41%)
     Atei (0,55%)
     Alte religii (0,64%)
Conform recensământului din 2011, satul Sajóecseg avea 1.089 de locuitori. Din punct de vedere etnic, majoritatea locuitorilor (99,59%) erau maghiari. Nu există o religie majoritară, locuitorii fiind reformați (40,13%), romano-catolici (28,83%), persoane fără religie (5,23%) și greco-catolici (2,85%). Pentru 22,41% din locuitori nu este cunoscută apartenența confesională.